# Cenotafio de Georgetown
El cenotafio de Georgetown (en inglés: Georgetown Cenotaph) es un monumento de guerra en Georgetown, Guyana, situada en el cruce de las calles Main y Church.
El cenotafio se inauguró el 14 de agosto de 1923, por el entonces gobernador, Graeme Thomson, y la primera celebración del Día del Armisticio se llevó a cabo en el monumento de la calle Church el 11 de noviembre de 1923. En las cuatro caras de la base del cenotafio se inscriben cuatro palabras - devoción, humanidad, fortaleza y sacrificio.
El cenotafio es un monumento nacional a los soldados guyaneses que perdieron sus vidas en la Primera y Segunda Guerra Mundial. Los soldados guyaneses sirvieron y lucharon en lugares tan lejanos como Egipto, Francia, Bélgica y el este de África.